# 韋德梅熱
50°53′31″N 33°17′6″E / 50.89194°N 33.28500°E
韋德梅熱（烏克蘭語：Ведмеже）是位於烏克蘭東北部的村莊，由蘇梅州羅姆內區的羅姆內市鎮負責管轄。該村處於羅緬河左岸，分別距離加爾卡1公里和羅金齊2.5公里，海拔高度140米，2001年人口603。